# Medlerana bukobaenensis
Medlerana bukobaenensis là một loài bướm đêm trong họ Noctuidae.